# Pierre Patron
Pierre Georges Patron (Vannes, 20 augustus 1997) is een Frans voetballer die als doelman uitkomt voor Sporting Charleroi.

## Carrière
Patron ondertekende in juli 2022 een tweejarig contract met optie op twee extra seizoenen bij de Belgische eersteklasser Sporting Charleroi.
1 Patron ·
2 Bager ·
3 Knezevic ·
4 Van Cleemput ·
5 Camara ·
6 Zorgane ·
7 Mbenza ·
8 Guiagon ·
9 Dabbagh ·
10 Badji ·
12 Closset ·
13 Benbouali ·
15 Dragsnes ·
16 Koffi ·
17 Bernier ·
18 Heymans ·
19 Štulić ·
21 Andreou ·
22 Trebel ·
25 Marcq ·
26 Ilaimaharitra  ·
27 Monticelli ·
29 Rogelj ·
32 Boukamir ·
37 Dari ·
42 Lutte ·
44 Morioka ·
55 Delavallée ·
66 Ozornwafor ·
80 Sylla ·
98 Petris ·
Coach: De Mil